# Per Lillo-Stenberg
Per Lillo-Stenberg, född 21 juni 1928 i Oslo, död 27 mars 2014 i Levanger, var en norsk skådespelare och sångtextförfattare.
Lillo-Stenberg debuterade 1950 i Nordahl Griegs Nederlaget på Den Nationale Scene. Under 1950- och 1960-talen var han engagerad vid Centralteatret, Folketeatret, Oslo Nye Teater, Fjernsynsteatret och Riksteatret. Mellan 1967 och 1975 var han vid Den Nationale Scene och från 1975 vid Oslo Nye Teater. Han hade en bred repertoar och bland hans roller återfinns Einar i Henrik Ibsens Brand. Han gjorde många biroller på film och debuterade 1949 i kortfilmen Aldri mer!. Under 1960-talet var han vid TV-teatern.
Han var son till konstmålaren Paul Lillo-Stenberg och far till musikern och kompositören Lars Lillo-Stenberg, verksam i bandet DeLillos. Han skrev flera sångtexter till sonens grupp, bland annat "Smak av honnning", "Glemte minner" och "S'il Vous Plaît". Han var gift med skådespelaren Mette Lange-Nielsen.

## Filmografi (urval)
- 1949 – Aldri mer!
- 1956 – Kvinnens plass
- 1956 – Gylne ungdom
- 1957 – Peter van Heeren
- 1958 – De dødes tjern
- 1959 – Støv på hjernen
- 1961 – Strandhugg
- 1961 – Hans Nielsen Hauge
- 1964 – Alle tiders kupp
- 1966 – Broder Gabrielsen
- 1966 – Hurra for Andersens
- 1976 – Farlig yrke (TV-serie)
- 1981 – Olsenbanden ger sig aldrig!
- 1991 – Affæren Anders Jahre (TV-serie)
- 1999 – Norska Olsenbandet tar hem spelet
- 2002 – Regjeringen Martin
- 2004 – Chlorox, Ammonium and Coffee